# Zubeidaa
Pour plus de détails, voir Fiche technique et Distribution.
Zubeidaa (hindi : ज़ुबैदा, ourdou : زبیدہ) est un film indien réalisé par Shyam Benegal et écrit par Khalid Mohamed sorti en 2001. Le film dont les rôles principaux sont tenus par Karisma Kapoor, Rekha, Surekha Sikri et  Lillete Dubey, relate l'histoire d'une jeune musulmane qui après un mariage arrangé qui se solde par un divorce, décide d'épouser l'homme qu'elle aime bien qu'il soit déjà marié et hindou. Zubeidaa est le dernier volet de la Trilogie musulmane de Shyam Benegal commencée par Mammo (1994) et poursuivie avec Sardari Begum (1996). Le film suscite l'éloge des critiques et reçoit de nombreuses récompenses.

## Synopsis
Abandonné par sa mère alors qu'il n'est qu'un bébé, Riyaz décide de découvrir quelle a été la vie de Zubeidaa, cette mère qu'il n'a jamais connue. Zubeidaa est une jeune musulmane d'une famille aisée qui décide de faire secrètement du cinéma. Quand son père découvre cette activité qu'il juge indigne d'une femme respectable, il arrange immédiatement son mariage avec le fils d'un de ses amis. Le couple vit heureux et a un petit garçon, Riyaz, mais à la suite d'une dispute entre les deux pères, ils divorcent et Zubeidaa retourne vivre dans sa famille où elle se désespère.
Quelque temps plus tard, elle fait la connaissance du maharaja Vijayendra Singh qui, très amoureux, la demande en mariage. Zubeidaa répond à cet amour et accepte la proposition bien qu'elle sache que le prince est déjà marié, père de deux enfants et de surcroît hindou. Elle s'installe dans le palais de sa nouvelle famille où elle a d'autant plus de mal à s'adapter à l'étiquette et à des coutumes qui lui sont étrangères que sa relation avec son époux est tumultueuse. Le couple disparaît dans un accident d'avion dont les causes demeurent mystérieuses.

## Fiche technique
- Titre : Zubeidaa
- Titre en hindi : ज़ुबैदा
- Titre en ourdou : زبیدہ
- Réalisateur : Shyam Benegal
- Scénario : Khalid Mohamed
- Musique : AR Rahman
- Parolier : Javed Akhtar
- Chorégraphie : Bhushan Lakhandri et Ewa Maria Cherukuru
- Direction artistique : Narendra Rahurikar et Samir Chanda
- Photographie : Rajan Kothari
- Montage : Asim Sinha
- Production : Farouq Rattonsey
- Langue : hindi
- Pays d'origine : Inde
- Date de sortie : 19 janvier 2001
- Format : Couleurs
- Genre : Biopic, drame, historique, film musical et romance
- Durée : 153 minutes

## Distribution
- Karisma Kapoor : Zubeidaa
- Rekha : Maharani Mandira Devi
- Lillete Dubey : Rose Davenport
- Surekha Sikri : Fayyazi
- Manoj Bajpai : Maharaja Vijayendra Singh
- Rahul Maharya : Raja Uday Singh
- Rajit Kapoor : Riyaz Masud
- Amrish Puri : Suleiman Seth
- Farida Jalal : Mammo
- Shakti Kapoor : le professeur de danse, Hiralal
- Ravi Jhankal : Girivar Singh
- Smriti Mishra : Sardari Begum
- S.M. Zaheer : Sajid Masud
- Harish Patel : Nandlal Seth

## Musique
Le film comporte huit chansons composées par AR Rahman sur des paroles de Javed Akhtar.
- Dheeme Dheeme Gaon - Kavita Krishnamurthy
- Main Albeli - Kavita Krishnamurthy, Sukhwinder Singh
- Mehndi Hai Rachnewali - Alka Yagnik
- So Gaye Hain - Lata Mangeshkar
- Hai Na - Alka Yagnik, Udit Narayan
- Pyaara Sa Gaon - Lata Mangeshkar
- So Gaye Hain - Lata Mangeshkar, chœur
- Chhodo More Baiyyan - Richa Sharma

## Autour du film

### Critiques
Zubeidaa recueille les éloges de critiques tant pour la qualité de la réalisation que celle de la narration. Les personnages féminins sont bien dessinés et interprétés avec talent, tout particulièrement ceux de Zubeidaa, jouée par Karisma Kapoor, et de la Maharani Mandira Devi, jouée par Rekha. Par ailleurs, l'habileté du montage permet au spectateur de suivre l'histoire aisément malgré les nombreux flash back,.

### Récompenses
Zubeidaa reçoit plusieurs récompenses :
- National Film Awards (Inde) : Meilleur film de fiction en hindi
- Filmfare Critic's Award de la meilleure actrice – Karisma Kapoor
- Star Screen Award : Meilleur enregistrement sonore

### Box office
- États-Unis : 215 000 dollars[3]
- Royaume-Uni : 175 856 livres sterling[3]